# Amores que engañan
Amores que engañan es una serie de televisión de antología producida por Casablanca, Yahayra Films y VIP 2000 TV para Lifetime Latinoamérica. La serie se estrenó el 14 de mayo de 2022. En diciembre de 2022, la serie fue renovada para una segunda temporada, la cual se estrenó el 3 de junio de 2023.
Cada episodio está protagonizado por diferentes actores y cuenta las historias de mujeres que enfrentan situaciones cotidianas que incluyen violencia psicológica y verbal, traición y desamor, obsesión y pasión e infidelidad.

## Episodios
| Temporada | Temporada | Episodios | Episodios | Emisión original   | Emisión original     |
| Temporada | Temporada | Episodios | Episodios | Primera emisión    | Última emisión       |
| --------- | --------- | --------- | --------- | ------------------ | -------------------- |
|           | 1         | 10        | 10        | 14 de mayo de 2022 | 6 de agosto de 2022  |
|           | 2         | 12        | 12        | 3 de junio de 2023 | 19 de agosto de 2023 |

### Primera temporada (2022)
| N.º en serie | N.º en temp. | Título                         | Fecha de emisión original |
| --- | ------------ | ------------------------------ | ------------------------- |
| 1 | 1            | «Vientre en alquiler»          | 14 de mayo de 2022        |
| Reparto: Marjorie de Sousa como Elisa, Carlos Ponce como Jorge, Nicole Mayer como Bélgica, Ana Monterrubio como Mariel, Alberto Rodríguez como Alberto Rodríguez |              |                                |                           |
| 2 | 2            | «Solo una oportunidad»         | 21 de mayo de 2022        |
| Reparto: Christian Vázquez como Frank, Grettell Valdez como Sofi, Francisco Gattorno como Marcel, Gala Ganchola como Inés, Humberto Fuentes como Jorge, Heriberto Villacaña como Cliente, Erick Blackmer como Jefe, Mer Dupont como Rocío, Gabriela Barajas como Eloísa                                                |              |                                |                           |
| 3 | 3            | «Derecho a ser feliz»          | 28 de mayo de 2022        |
| Reparto: Héctor Suárez Gomís como Mario, Aylín Mújica como Diana, Lupita Ferrer como Mamá Diana, Ana Cepinska como Amparo, Mau Arechiga como José, Esmeralda Cervantes como Rosaura, Gabriela Miramontes como Tomás, Humberto Estrella como Primo de Mario                                                             |              |                                |                           |
| 4 | 4            | «Lo virtual no es real»        | 4 de junio de 2022        |
| Reparto: Ivonne Montero como Angie, Pepe Gámez como Max, Nayely Salazar como María, Michelle Santané como Rebeca, Pony Camacho como Señora Ibarra, Julio César Álvarez como Pepe, Miguel Ángel Betancourt como Nicolás, Edgar Alpizar como Paramédico, Miranda Cárdenas como Lucía                                     |              |                                |                           |
| 5 | 5            | «Mía solo mía»                 | 11 de junio de 2022       |
| Reparto: Erika de la Rosa como Laura, Gabriel Porras como Roberto, Juan Pablo Llano como Antonie, Alexa Anaya como Vivian, Angélica Ramírez como Wendy, Patricia Calzada como Ofelia |              |                                |                           |
| 6 | 6            | «Sobreviviente»                | 18 de junio de 2022       |
| Reparto: Mark Tacher como Ernesto, Sofía Sylwin como Dulce, Leonardo Daniel como Pepe, Héctor Palma como el padre de Dulce, Citlali Navarro como la madre de Dulce, Martha Flores como Rebeca, Grecia Rodríguez como Mireya, Edwin Ruiz como él Dr. Suárez, Mario Iván Cervantes como Germán, Karlek Ramos como Lorena |              |                                |                           |
| 7 | 7            | «Nuestro pacto»                | 25 de junio de 2022       |
| Reparto: Verónica Montes como Andrea, Ignacio Casano como Sergio, Gabriela Vergara como la Dra. Magdalena Díaz, Marco Orozco como él Dr. Herrán, Karina Tawney como Martha, Raúl Santana como Gilberto, Marimar Espinoza como Nancy, Ericka Cisneros como Andrea de joven, Erick de la Torre como Sergio de joven      |              |                                |                           |
| 8 | 8            | «Compañeros hasta la muerte»   | 2 de julio de 2022        |
| Reparto: Ana Patricia Rojo como Edna, Omar Fierro como Francisco, Víctor Cámara, Ana Karen Coy como Amelia, Edgar Ruvalcaba como Miguel, Guillermo Esquivias como Octavio |              |                                |                           |
| 9 | 9            | «Ayuda del más allá»           | 9 de julio de 2022        |
| Reparto: Jorge Salinas como Víctor Manuel, Scarlet Ortiz como Ana Paula, Jud Barbosa como Verónica, Amelia Guillén como Lori, Vera Wilson como Jimena, Sara Isabel Quintero como Rosalba |              |                                |                           |
| 10 | 10           | «La felicidad no tiene precio» | 6 de agosto de 2022       |
| Reparto: Sophia Abrahão como Amanda, Duda Nagle como Patrick, Julia Gama como Valeria, Wania Rangel como Lara, Gutemberg Brito como César, Lucelina Nunes como Raquel |              |                                |                           |

### Segunda temporada (2023)
| N.º en serie | N.º en temp. | Título                     | Fecha de emisión original |
| --- | ------------ | -------------------------- | ------------------------- |
| 11 | 1            | «Durmiendo con un extraño» | 3 de junio de 2023        |
| Reparto: Danna García como Ingrid, Carlos Ponce como Ricardo |              |                            |                           |
| 12 | 2            | «La familia perfecta»      | 10 de junio de 2023       |
| Reparto: Marjorie de Sousa como Mariana, Cristián de la Fuente como Ricardo, Perla Encinas como Katy, Maite Urrutia como Vanessa, Miguel Ángel Betancourt como Alfonso, Guillermo Esquivas como Álan, Jorge Cuellar como Carlos, Regina Aguilar como Lucy                                  |              |                            |                           |
| 13 | 3            | «El preferido de mamá»     | 17 de junio de 2023       |
| Reparto: Helena Rojo como Lorena, Mark Tacher como Reynaldo, Julia Gama como Ingrid, Ana Cepinska como Eva, Gala Canchola como Amanda, Rogeiro Martín del Campo como Cristóbal |              |                            |                           |
| 14 | 4            | «Talento robado»           | 24 de junio de 2023       |
| Reparto: Gabriela Spanic como Elisa, Sergio Basáñez como Diego, Denisse Corona como Dalila, Enríque Rama como León, Thiago Coutinho como Martín, Sara Quintero como Guadalupe, Erick Guillén Torres como León (niño)                                                                       |              |                            |                           |
| 15 | 5            | «Secretos de familia»      | 1 de julio de 2023        |
| Reparto: Laura Flores como Norma, Ferny Graciano como Adela, Manuel Landeta como Osvaldo, Darío Rocas como Roberto, Yosi Lugo como Elvira, Jesús Hernández como él Dr. González, Tere María como Luz Elena, Miroslava Ocampo como Norma (joven), Carlos Méndez como Carlos (joven)         |              |                            |                           |
| 16 | 6            | «Huyendo del pasado»       | 8 de julio de 2023        |
| Reparto: Scarlet Ortiz como Abigail, Yul Bürkle |              |                            |                           |
| 17 | 7            | «¿Dónde están mis hijos?»  | 15 de julio de 2023       |
| Reparto: Erika de la Rosa como Nora, Sebastián Caicedo como Tomás, Amelia Guillén como Natalia, Emiliano de la Vega como Isaac, Alejandro Ávila como Alejandro, Azucena Evans como Gisela, Angelica Ramírez como Reina, Mario Iván Cervantes como Antonio, Guillermo Alejandro como Torres |              |                            |                           |
| 18 | 8            | «Amor compartido»          | 22 de julio de 2023       |
| Reparto: Alicia Machado como Sabrina, Anette Michel como Leticia, Francisco Gattorno como Rafael, Laura Gudiño como Virginia, Saúl Alfaro como Ralph, Angelique Leñero como Mónica, Matías Gallardo como Rafa, Emma Lucía Ruíz como Oriana                                                 |              |                            |                           |
| 19 | 9            | «Inalcanzable»             | 29 de julio de 2023       |
| Reparto: Ariadne Díaz como Alejandra, Luciano D'Alessandro como Rogelio, Giovan Ramos como Manuel, Michelle Santané como Maya, Katya Paredes como Brenda, Emilio Rosas Aceves como Lucas, Gus del Toro como Ernesto                                                                        |              |                            |                           |
| 20 | 10           | «Pacto de silencio»        | 5 de agosto de 2023       |
| Reparto: Alejandra Espinoza como Solimar, Juan Soler como René, Laura de las Rivas como Karen, Venus Celeste como Esther, Martha Flores como Aida, Karely Regev como Reina, Jony Perdomo como Juan Pablo                                                                                   |              |                            |                           |
| 21 | 11           | «Sin miedo»                | 12 de agosto de 2023      |
| Reparto: Marlene Favela como Fabiola, Pedro Moreno como Charly, Luciano Seri como Álvaro, Patricia Calzada como Linda, Marco Orozco como Román, Karlek Ramos como Detective López |              |                            |                           |
| 22 | 12           | «Juego peligroso»          | 19 de agosto de 2023      |
| Reparto: Ishbel Bautista como Corina, Héctor Suárez Gomís como Atilio |              |                            |                           |

## Producción
El rodaje de Amores que engañan comenzó en enero de 2022. Tuvo lugar en Estados Unidos, México y São Paulo, Brasil. Se confirmaron un total de diez episodios para la primera temporada. El 16 de diciembre de 2022, se anunció la renovación de la serie para una segunda temporada. El rodaje de la segunda temporada comenzó el 16 de enero de 2023 en Guadalajara, México. El 24 de enero de 2022, se publicó una lista de estrellas invitadas para la segunda temporada y se confirmó un total de doce episodios para la temporada. La segunda temporada se estrenó el 3 de junio de 2023.